# 刺客信条 (小说)
《刺客教條》（Assassin's Creed）是系列电子游戏《刺客教條》的官方小说系列，作者為奥利佛·波登（Oliver Bowden）。該系列以電子遊戲《刺客教條》系列為基礎，小說的故事敘述了不同年代的刺客教團與聖殿騎士團為了各自信念相互較勁和鬥爭。

## 作者
奧利佛·波登（Oliver Bowden）是英國作家安東·吉爾（Anton Gill）的三個筆名之一，1948年10月22日出生，在倫敦長大，最高學歷為劍橋大學克萊爾學院。曾任舞台劇演員和導演，撰寫並製作電視節目，從1984年轉業為全職作家，出版過各種古今歷史主題的30幾本書。

## 《刺客教條：文藝復興》
《刺客教條：文藝復興》（Assassin's Creed: Renaissance）是系列第一作，於2009年11月20日出版，簡體中文版於2014年9月1日出版，繁體中文版則於2015年11月25日出版。小說根據電子遊戲《刺客教條II》改編。
埃齊歐·奧迪托雷·達·佛羅倫薩，一個佛羅倫斯名門家族的天之驕子，直到父親和兄弟遭陷害而慘死。家破人亡的埃齊歐悲慟欲絕，誓言逐一向陷害家人的人復仇。然而埃齊歐不理解的是，父親的死，不只是表面互相鬥爭的權力遊戲，而是古老秘密結社－聖殿騎士團策畫數世紀的陰謀。
驍勇善戰的傭兵首領、善於喬裝的神祕妓女、睿智的青年刺客馬基維利，精通機關的狂傲天才達文西，在摯友的幫助下，埃齊歐一洗年少輕狂，逐漸熟捻刺客的一切，走上暗殺及復仇之路。
「要守護光明，必先擁抱黑暗──飲盡仇敵之血前，刺客的鋒刃，永不饜足。」

## 《刺客教條：兄弟會》
《刺客教條：兄弟會》（Assassin's Creed: Brotherhood）於2010年11月25日出版。小說根據電子遊戲《刺客教條：兄弟會》改編。這本小說未包含任何遊戲中的現代劇情。即使是遊戲現代劇情的主角戴斯蒙·邁爾斯也只是作為故事中出現過的一個“幻影”出場。
羅馬，曾經的永恆之城，如今已被暴政摧毀成一片廢墟，城市在聖殿騎士團的統治下痛苦掙扎。
因為一時心軟，埃齊歐·奧迪托雷未將邪惡教皇斬草除根，隨之而來的是更加殘苦且墮落的黑暗勢力，使刺客教團面臨了前所未有的滅頂之災。摯友李奧納多.達文西的背叛、青年刺客馬基維利的猜疑和不信任，重重地打擊歷經千錘百鍊的埃齊歐，更幾乎擊潰他的堅持和勇氣⋯⋯
刺客教團為自由、正義的理念，不息犧牲性命為之奮鬥。聖殿騎士團為掠奪、征服的原罪，因貪婪慾望而生
埃齊歐要如何重整光明力量，掀起席捲義大利的革命狂瀾？

## 《刺客教條：秘密聖戰》
《刺客教條：秘密聖戰》（Assassin's Creed: The Secret Crusade）於2011年6月23日出版，簡體中文版於2014年11月1日出版，繁體中文版則於2016年11月16日出版。小說根據電子遊戲《刺客教條：啟示錄》改編。
阿泰爾·伊本·拉哈德是刺客教團中年輕一代的菁英，但他的傲慢自大卻使任務失敗和同伴犧牲。為了贏回信任和地位，阿泰爾必須誅殺九位危險勁敵，其中更包括聖殿騎士團的領袖。聖殿騎士團的陰影壟罩聖地，唯有刺客教團得以與之抗衡；阿泰爾展開艱鉅任務，遍歷耶路撒冷諸城，領會刺客教條的真正意義。
最無畏的靈魂，最磅礡的刺客傳奇
無止境的陰謀、意料之外的背叛、無可避免的悲劇，初代刺客大師的一生，即是一場生死存亡的正義聖戰。

## 《刺客教條：啟示錄》
《刺客教條：啟示錄》（Assassin's Creed: Revelations）於2011年11月24日出版，簡體中文版於2015年12月1日出版，繁體中文版則於2017年9月27日出版。小說根據電子遊戲《刺客教條：啟示錄》改編。
成熟、睿智、歲月使埃齊歐·奧迪托雷成為更加致命的刺客，但儘管投注多年心力，他仍舊無法擊潰聖殿騎士團。
傳聞中，刺客大師阿泰爾·伊本·拉哈德擁有一座秘密圖書館，不僅收藏失落的知識，更守護著能夠掌握世界的強大秘寶。為了徹底剷除死敵，埃齊歐前往位在君士坦丁堡的邁斯亞夫堡壘，回到刺客教團的源起之地，追尋300年前先祖遺落的資訊。然而聖殿騎士團野心勃勃，步步緊逼，使埃齊歐這趟遠征成為分秒必爭的殊死決戰。
傳奇的終曲響起，而正邪之戰尚未結束；兩名刺客大師的宿命交會，即將揭開世界命運的真相。

## 《刺客教條：遺棄》
《刺客教條：遺棄》（Assassin's Creed: Forsaken）在2012年12月4日出版，簡體中文版2015年6月1日出版，繁體中文版則於2018年1月24日出版。小說根據電子遊戲《刺客教條3》改編。
海爾森.肯威是聖殿騎士團精心培育的傑出殺手，他誓言洗刷血仇，用一生貫徹騎士團的信念。然而，當他再度踏上北美殖民地，碰上極有可能是自己兒子的混血刺客後，頭一次，他對使命產生了動搖。
革命之火燎原而起，刺客及聖殿騎士紛紛投入這場獨立戰役，海爾森和康納在戰場相認，殘酷的命運卻迫使父子二人站上敵對之地⋯⋯他們為各自的正義灑下熱血，為背離的信念奮不顧身。這場以自由為名的戰爭，勝利究竟歸屬何方？

## 《刺客教條：黑旗》
《刺客信条：黑旗》（Assassin's Creed: Black Flag）在2013年11月26日出版，簡體中文版2015年3月1日出版。小說根據電子遊戲《刺客教條：黑旗》改編。
记述了海尔森·肯威的父亲，康纳·肯威的祖父——爱德华·肯威的旅程。爱德华是一名年轻的海盗，而他出于对财富的渴求做出的种种的行径将他卷入了刺客与圣殿骑士间持续了数个世纪之久的战争。

## 《刺客教條：大革命》
《刺客信条：大革命》（Assassin's Creed: Unity）於2014年11月25日出版，簡體中文版於2015年8月1日出版。小說根據電子遊戲《刺客教條：大革命》改編。
1789年，巴黎，這座宏偉壯麗的城市迎來了法國大革命的序幕，百姓奮起反抗壓迫他們的貴族階級，鮮血隨著鵝卵石地板的紋路流淌，但正義的革命總是伴隨著極高的代價⋯⋯
這個時候的法國，貧富差距嚴重失衡，已然分裂和動盪不安的時刻，亞諾.多利安，一個不願見到過錯重蹈覆轍而加入兄弟會決心贖罪的混血刺客；艾莉絲.德拉賽爾，父親倡議與刺客和平相處卻慘遭暗殺的聖殿騎士。他們都為了自己失去的找尋復仇之道，很快地便被捲入刺客教團和聖殿騎士團歷史悠久的鬥爭中，一個充斥著危險無法想像的世界。

## 《刺客教條：底層世界》
《刺客信条：底層世界》（Assassin's Creed: Underworld）於2015年11月1日發行。
故事发生在电子游戏《刺客信条·枭雄》剧情的6年前，故事主角是亨利·格林。而故事完结的地方恰巧也是遊戲劇情完结的地方。

## 其他作品

### 馬修·J·柯比
《刺客教條：末裔》（Assassin's Creed: Last Descendants），2016年8月30日出版
《刺客教條：可汗之墓》（Assassin's Creed: Tomb of Khan），2016年12月27日出版
《刺客教條：諸神的命運》（Assassin's Creed: Fate of the Gods），2017年12月26日出版

### 克莉絲汀·高登
《刺客教條：官方電影小說》（Assassin's Creed: The Official Movie Novelization），2016年12月21日出版